# Championnat de Gibraltar de football 2025-2026
Navigation
Saison 2024-2025 Saison 2026-2027
La saison 2025-2026 de la Football League est la cent vingt-deuxième édition de la première division gibraltarienne. Organisée par la Gibraltar Football Association, l'intégralité des matchs se déroulent au Victoria Stadium.
En fin de saison, le premier au classement est sacré champion de Gibraltar et se qualifie pour le premier tour de qualification de la Ligue des champions 2026-2027 tandis que le deuxième du championnat et le vainqueur de la Coupe de Gibraltar 2025-2026 se qualifient pour le premier tour de qualification de la Ligue Conférence 2026-2027.
La place de la Coupe pouvant être reversée à la troisième place si le vainqueur s'est déjà qualifié pour une compétition européenne d'une autre manière. Aucune équipe n'est reléguée au terme de l'exercice.

## Participants
Un total de douze équipes prennent part à la compétition, les onze mêmes présentes lors la saison précédenteen plus de l’ajout du FC Hound Dogs.
| \| \| Localisation des clubs engagés dans le championnat. |
|                                                           |

## Compétition

### Première phase

#### Classement
| Rang | Équipe             | Pts | J | G | N | P | Bp | Bc | Diff |
| ---- | ------------------ | --- | - | - | - | - | -- | -- | ---- |
| 1    | Bruno's Magpies    | 0   | 0 | 0 | 0 | 0 | 0  | 0  | 0    |
| 2    | College 1975       | 0   | 0 | 0 | 0 | 0 | 0  | 0  | 0    |
| 3    | Europa FC          | 0   | 0 | 0 | 0 | 0 | 0  | 0  | 0    |
| 4    | Europa Point       | 0   | 0 | 0 | 0 | 0 | 0  | 0  | 0    |
| 5    | Glacis United      | 0   | 0 | 0 | 0 | 0 | 0  | 0  | 0    |
| 6    | Hound Dogs         | 0   | 0 | 0 | 0 | 0 | 0  | 0  | 0    |
| 7    | Lincoln Red Imps T | 0   | 0 | 0 | 0 | 0 | 0  | 0  | 0    |
| 8    | Lions Gibraltar    | 0   | 0 | 0 | 0 | 0 | 0  | 0  | 0    |
| 9    | Lynx FC            | 0   | 0 | 0 | 0 | 0 | 0  | 0  | 0    |
| 10   | Manchester 62      | 0   | 0 | 0 | 0 | 0 | 0  | 0  | 0    |
| 11   | Mons Calpe SC      | 0   | 0 | 0 | 0 | 0 | 0  | 0  | 0    |
| 12   | St Joseph's FC     | 0   | 0 | 0 | 0 | 0 | 0  | 0  | 0    |

Qualifications
- 1er à 6e : Groupe championnat

Abréviations

### Deuxième phase

#### Groupe championnat
Les matchs du "groupe championnat", s'ajoutent aux matchs de la saison complète. La liste des matchs est diffusée chaque semaine sur le site de la Gibraltar Football Association.
| Rang | Équipe | Pts | J | G | N | P | Bp | Bc | Diff |
| ---- | ------ | --- | - | - | - | - | -- | -- | ---- |
| 1    |        | 0   | 0 | 0 | 0 | 0 | 0  | 0  | 0    |
| 2    |        | 0   | 0 | 0 | 0 | 0 | 0  | 0  | 0    |
| 3    |        | 0   | 0 | 0 | 0 | 0 | 0  | 0  | 0    |
| 4    |        | 0   | 0 | 0 | 0 | 0 | 0  | 0  | 0    |
| 5    |        | 0   | 0 | 0 | 0 | 0 | 0  | 0  | 0    |
| 6    |        | 0   | 0 | 0 | 0 | 0 | 0  | 0  | 0    |

Qualifications européennes
Ligue des champions 2026-2027
- 1er : Premier tour de qualification

Ligue Conférence 2026-2027
- C et 2e : Premier tour de qualification

Abréviations